# Wacholder-Schichtpilz
Der Wacholder-Schichtpilz (Amylostereum laevigatum) ist eine saprobiontisch lebende Ständerpilzart aus der Ordnung der Täublingsartigen (Russulales). Er hat krustenförmige, filzig-braune Fruchtkörper, die direkt auf der Rinde der befallenen Bäume wachsen. Die holarktisch verbreitete Art wächst in gemäßigtem Klima vor allem an Wacholdern (Juniperus spp.), seltener an Europäischen Eiben (Taxus baccata). Die Fruchtkörper erscheinen das ganze Jahr über.

## Merkmale

### Makroskopische Merkmale
Der Tannen-Schichtpilz bildet bis zu 1 mm dicke, krustige resupinate Fruchtkörper aus. Das glatte, korkig-ledrige Hymenium ist ocker- bis hellbraun und springt rissig auf.

### Mikroskopische Merkmale
Die Hyphenstruktur des Wacholder-Schichtpilzes ist meist dimitisch, sie besteht also aus generativen und Skeletthyphen, die aber auch fehlen können. Erstere sind bräunlich-hyalin, an ihren Septen sitzen Schnallen. Letztere sind dickwandig und braun, an ihrer Spitze sind sie inkrustiert. Die Sporen erreichen eine Größe von 7–10 × 3–4 µm, auf Eiben auch 9–12 × 3–4 µm. Eine basale, parallele Hyphenschicht wie beim Tannen- (A. chailletii) und beim Braunfilzigen Schichtpilz (A. areolatum) ist nicht vorhanden.

## Verbreitung
Der Wacholder-Schichtpilz kommt holarktisch von Europa bis Nordamerika vor. Er bevorzugt gemäßigtes Klima.

## Ökologie
Hauptsubstrat ist das Totholz verschiedener Wacholderarten (Juniperus spp.), seltener wird auch die Europäische Eibe (Taxus baccata) besiedelt. Bedingt durch seinen Wirt ist der Wacholder-Schichtpilz vor allem entlang von Schafweiden, Halbtrockenrasen und lichten Orchideenwäldern zu finden.